# Hanna Johansen
Hanna Johansen (Hanna Margarete Muschg, roz. Meyer; 17. června 1939, Brémy – 25. dubna 2023) byla švýcarská spisovatelka a také překladatelka z angličtiny.

## Biografie
Na univerzitách v v Marburgu a v Göttingenu vystudovala germanistiku, klasickou filologii a pedagogiku.
Od roku 1972 žila v Kilchbergu nedaleko Curychu. Manželství se spisovatelem Adolfem Muschgem, s nímž má dva syny Philippa a Benjamina, bylo roku 1990 rozvedeno.